# Congo (saggio)
Congo (Congo. Een geschiedenis) è un saggio, pubblicato nel 2010, di argomento storico ed etnografico, opera dello scrittore belga David Van Reybrouck. Grande successo di critica e di vendite (al 2012 l'edizione originale in lingua neerlandese aveva venduto più di 250.000 copie), è stato poi tradotto in numerose lingue, fra le quali inglese, francese, tedesco, italiano, polacco e cinese.

## Contenuto
Il libro, attraverso centinaia di interviste con congolesi di tutte le età e le etnie, ricostruisce la storia dell'attuale Repubblica Democratica del Congo. Dopo una breve introduzione riassumente la preistoria, l'espansione bantu e il Regno del Congo (e le sue interazioni con i navigatori portoghesi), il libro descrive la nascita dello Stato Libero del Congo, lo sviluppo del Congo Belga ed il suo coinvolgimento nelle due guerre mondiali, la sua rapida decolonizzazione seguita dalla Crisi del Congo, la lunga dittatura dello Zaire di Mobutu, la prima e la seconda guerra del Congo fino ad arrivare agli anni immediatamente precedenti alla pubblicazione del libro.

## Riconoscimenti
- 2010: AKO Literatuurprijs[2]
- 2010: Libris Geschiedenis Prijs[2]
- 2012: Prix Médicis essai (Francia)[1][3]
- 2012: Prix du Meilleur Livre Étranger (Francia)[3]
- 2012: NDR Kultur Sachbuchpreis (Germania)[3]
- 2013: Prix Aujourd'hui (Francia)[4]
- 2014: uno dei sei nominati[5] e uno dei tre finalisti per il Premio Cundill[6]
- 2015: Vincitore del Premio Terzani[7]